# 이나후네촌
이나후네촌(稲舟村)은 야마가타현 모가미군에 있던 촌이다.

## 연혁
- 1889년 4월 1일 - 정촌제 시행에 수반해 5촌이 합병해 이나후네촌이 성립하였다.
- 1948년 12월 1일 - 모가미군 신조정에 편입해 소멸하였다.

## 참고문헌
- 『市町村名変遷辞典』東京堂出版、1990年。